# Dunszt Ferenc
Dunszt Ferenc (1939. október 28. – 2013. január 8.) Pro Urbe-díjas magyar röplabda-mesteredző.

## Életpályája

### Korai évek és tanulmányok
Dunszt Ferenc 1939. október 28-án született Kecskeméten. Elemi iskoláit a Jókai utcai Általános Iskolában végezte, majd középiskolai tanulmányait Kiskunfélegyházán folytatta. 1958-ban a Petőfi Sándor Általános Gimnáziumban érettségizett. A Testnevelési Főiskolát Budapesten 1964-ben fejezte be, majd visszatért Kecskemétre, ahol egy évig a 607-es ipari szakközépiskolában tanított testnevelést.

### Pályafutás a Katona József Gimnáziumban
1964-től több mint négy évtizeden át dolgozott a Katona József Gimnázium testnevelő tanáraként. Ezen időszak alatt nemcsak a sporttanítás, hanem a középiskolás diákok sportos életmódra való ösztönzése is fontos szerepet kapott munkájában.
Leginkább a Kecskeméti röplabda-sport történetének meghatározó alakjaként tartják számon. 1964-ben, friss diplomásként vette át a Kecskeméti AKÖV férfi röplabdacsapatának edzői posztját, és irányítása alatt a csapat az NB I-be jutott. 1977 után az utánpótlás-nevelés terén végezett munkájával szerzett maradandó érdemeket. Emellett Dunszt Ferenc 2007-ben "Hírös játék" című könyvében összegyűjtötte Kecskemét röplabdasportjának történelmét.

### Díjak és elismerések
Tanári és sportvezetői munkásságát számos elismerés övezte, többek között a mesteredzői cím (1983), a Pro Urbe díj (1988), a Toldi Miklós-díj (1992), a Kecskemét Sportjáért Díj (1998), valamint a Katona József Gimnázium Baráti Társasága által alapított jubileumi ezüstérem (1999). Emellett 2004-ben Horti Attila Katonás Tanáregyéniség Díjat is kapott, és 2012-ben a Bács-Kiskun Megye Sport Díját is elnyerte.